# Ольшаники 1
Ольша́ники (Ольшаники 1) (бел. Альшанікі) — деревня в Круглянском сельсовете Круглянского района Могилёвской области Белоруссии. По переписи 2007 года — 11 хозяйств, 19 жителей.

## Топонимика названия
Название деревни Ольшаники происходит от названия дерева — ольха.

## География
Деревня Ольшаники находится в 5 км на восток от города Круглое, 73 км от Могилёва, 23 км от ж/д станции Толочин на линии Орша-Минск. Транспортные связи по шоссе Круглое-Шклов, которое проходит рядом с деревней.
Стоит на берегу реки Ситня. Деревня лежит в границах Оршанско-Могилёвской и Центрально-Березинской равнин.

## История
В 1764 году владельцем имения Ольшаники являлся Грушецкий. Деревня в то время входила в Оршанский повет Могилёвского воеводства. В 1777 году — деревня в Могилёвском повете Могилёвской губернии. В 1784 году — 7 дворов, 99 жителей.
Во время войны 1812 года была разграблена и разрушена французскими войсками. В 1858 году — 39 жителей мужского пола, владение помещика. Владелец имения имел в 1862 году 200 десятин земли. В 1880 году — 15 дворов, 127 жителей, которые кроме земледелия занимались пеньковым, колёсным и гончарным промыслами. В деревне имелся хлебозапасный магазин (открывшийся не позднее 1882). По переписи 1897 года — деревня и посёлок (3 двора, 3 жителя) в Круглянской волости Могилёвского повета, 36 дворов, 269 жителей. В одноимённом посёлке (ныне Ольшаники 2), который находился поблизости, было 3 двора, 3 жителя.
В 1909 году — в деревне 42 двора, 170 жителей, на хуторе 1 двор, 7 жителей. В 1913 году открыта земская школа.
До 20 августа 1924 года деревня была в Круглянском районе, входила в Оршанский округ Могилёвской губернии. С 20 августа 1924 года — в Круглянском районе. В 1926 году — 61 двор, 91 житель. На базе дореволюционной школы создана рабочая школа 1-й ступени, в которой в 1926 году обучалось 67 мальчиков и девочек. В 1930 году организован колхоз «Красный земледелец», действовала кузница.
В Великую Отечественную войну с июля 1941 года до 27 июня 1944 года — оккупирована немецко-фашистскими захватчиками.
В 1931—35 гг. — Толочинском, в 1959—66 гг. — Белыничском районах.
В 1986 году — 27 хозяйств, 57 жителей, в составе колхоза им. Г. Димитрова (центр — д. Ольшаники 2), размещалась производственная бригада, мастерские по ремонту с/х техники, ферма крупнорогатого скота, комплексный приёмный пункт бытового обслуживания населения, магазин, библиотека, клуб, стационарная киноустановка.
В 1993 году — 16 хозяйств, 32 жителя. Планировка деревни представляет собой вытянутую улицу широтной ориентации, вдоль шоссе. Застроена двухсторонне, тесно, традиционными деревянными домами усадебного типа.

## Сельское хозяйство
Первые колхозы на территории деревни появились в 1930—32 гг. До 1952 года на территории хозяйства существовали колхозы «Чырвоны араты» (Красные землепашцы, земледельцы), и «VI Партсъезд». В 1952 г. произошло объединение колхозов в один — «Колхоз имени Димитрова».
Сегодня в деревня находится в составе МТФ «Ольшаники» (бывшее СПК «Колхоз имени Димитрова»). В колхозе работает 30 человек, обслуживающих они 751 голову крупного рогатого скота.

## Образование, досуг
- Учебно-педагогический комплекс «Детский сад — начальная общеобразовательная школа» на базе Ольшаничской начальной школы (с 2010);
- Центр социального обслуживания населения (с 2010);
- На базе местного сельского клуба действует ансамбль «Лянок», которому довелось поучаствовать в концертах, проводимых во всех уголках Круглянщины и даже в г. Могилёве. Часто приглашают ансамбль для совершения народных обрядов на свадьбах и других мероприятиях[6].

## Знаменитые уроженцы и жители деревни
- Захаренко Семён Иванович (вписан в «Белорусский „Мемориал“») — род. в 1877 г., д. Ольшаники.; белорус; образование н/начальное; единоличник, личное хозяйство. Проживал: Могилёвская обл., Круглянский район, д. Ольшаники. Арестован 13 февраля 1930 г. Приговорён: «тройка» 3 марта 1930 г., обв.: 72 — Антисоветская агитация. Приговор: ВМН Реабилитирован 22 августа 1989 г. Прокуратурой Могилёвской обл[7].